# Rochefort, Neuchâtel
Rochefort är en ort och kommun i kantonen Neuchâtel, Schweiz. Kommunen har 1 325 invånare (2023).
I Rochefort finns, förutom huvudorten Rochefort, även orterna Chambrelien, Montezillon och Les Grattes. Den 1 januari 2016 inkorporerades kommunen Brot-Dessous.